# Kampung Blang (Simpang Tiga)
Kampung Blang is een bestuurslaag in het regentschap Pidie van de provincie Atjeh, Indonesië. Kampung Blang telt 813 inwoners (volkstelling 2010).